# Empria pumiloides
Empria pumiloides är en stekelart som beskrevs av Lindqvist 1968. Empria pumiloides ingår i släktet Empria, och familjen bladsteklar. Arten är reproducerande i Sverige.